# Svante Odén
Svante Odén, född den 29 april 1924 i Stockholm, död 31 juli 1986 (dödförklarad efter att ha försvunnit), var en svensk markvetare. Han var professor i marklära och ekokemi vid Sveriges lantbruksuniversitet (före detta Lantbrukshögskolan) 1971–1986.

## Biografi
Odén blev framför allt känd som försurningens och det sura regnets upptäckare. Efter att under flera års tid samlat in data för kemin i nederbörd, sjöar och mark publicerade han den 24 oktober 1967 en artikel i Dagens Nyheter med titeln Nederbördens försurning. Han visade i artikeln att nederbörden i Europa under en 20-årsperiod gradvis försurats så att pH-värdet på många håll sjunkit till under 4,7. Förklaringen var, menade Odén, svavelföreningar från kol- och oljeeldning i England och på kontinenten, vilka i atmosfären omvandlades till svavelsyra. Odén varnade för allvarliga effekter på mark och vatten, till exempel att fisk kunde försvinna från försurade vatten. Tidningsartikeln följdes senare upp med flera vetenskapliga rapporter. Odéns upptäckter, som fick ett stort internationellt genomslag, var startskottet för förhandlingar om åtgärder i syfte att minska svavelutsläppen i Europa.
Odén var även en föregångare när det gäller analyser av tungmetaller i rötslam från kommunala avloppsreningsverk.

### Försvinnande och dödförklaring
Den 30 juli 1986 försvann Odén i Stockholms norra skärgård där han i en båt skulle testa ett precisionsinstrument för ubåtsjakt som han konstruerat. Några dagar senare hittades hans båt drivande herrelös ute på Ålands hav. Utrustningen var helt borta, och kroppen återfanns aldrig. Sökandet efter Odén avbröts i mitten av december 1986, och han har senare dödförklarats.

### Familj
Svante Odén var son till Sven Odén och bror till Birgitta Odén och Angelica von Hofsten.